# Civitanova Marche
Civitanova Marche es una localidad y comune italiana de la provincia de Macerata, región de las Marcas, con 42 401 habitantes.
La ciudad está dividida en 11 barrios:
- Centro
- San Gabriele (Maranello)
- Fontespina
- Quattro Marine
- San Giuseppe (Risorgimento)
- Fontanella
- San Marone
- Villa Eugenia
- Stadio
- Santa Maria Apparente (Torrione)
- Civitanova Alta

Es una de las ciudades más importantes de las Marcas, especialmente a nivél turístico porque atrae muchos jóvenes gracias a su discotecas: Shada por el verano y Donoma durante el Invierno.

## Evolución demográfica
| Gráfica de evolución demográfica de Civitanova Marche entre 1861 y 2001 |
|                                                                         |
| Fuente ISTAT - elaboración gráfica de Wikipedia                         |